# Gmina Jasper (hrabstwo Adams)

Położenie Gminy Jasper w hrabstwie Adams

Gmina Jasper (ang. Jasper Township) – gmina w USA, w stanie Iowa, w hrabstwie Adams. Według danych z 2000 roku gmina miała 419 mieszkańców.